# Амбер Стаковскі
Амбер Стаковскі (англ. Amber Stachowski, 14 березня 1983) — американська ватерполістка.
Призерка Олімпійських Ігор 2004 року.
Чемпіонка світу з водних видів спорту 2003 року.